# TJ Apollo Kaznějov
TJ Apollo Kaznějov (celým názvem: Tělovýchovná jednota Apollo Kaznějov) je český klub ledního hokeje, který sídlí ve městě Kaznějov v Plzeňském kraji. Založen byl v roce 1999. Od sezóny 2018/19 působí v Západočeském krajském přeboru, čtvrté české nejvyšší soutěži ledního hokeje. Klubové barvy jsou žlutá, modrá a bílá.
Své domácí zápasy odehrává v Plzni na zimním stadionu Košutka s kapacitou 255 diváků.

## Přehled ligové účasti
Stručný přehled
Zdroj: 
- 2001–2002 : Západočeský krajský přebor (4. ligová úroveň v České republice)
- 2003–2005: Plzeňský krajský přebor (4. ligová úroveň v České republice)
- 2005–2006: Plzeňský krajský přebor – sk. A (4. ligová úroveň v České republice)
- 2006–2009: Plzeňský krajský přebor (4. ligová úroveň v České republice)
- 2009–2018: Plzeňská krajská liga (4. ligová úroveň v České republice)
- 2018– : Západočeský krajský přebor (4. ligová úroveň v České republice)

Jednotlivé ročníky
Zdroj: 
Legenda: ZČ - základní část, červené podbarvení - sestup, zelené podbarvení - postup, fialové podbarvení - reorganizace, změna skupiny či soutěže
| Česko (2001 – ) |                                 |           |          |                                       |                     |
| Sezóny          | Soutěž                          | Úroveň    | ZČ       | Play-off, nadstavba, sk. o udržení... | Poznámky            |
| 2001/02         | Západočeský krajský přebor      | 4. úroveň | 1. místo | Baráž o 2. ligu - (prohra v 1. kole)  |                     |
| ...             |                                 |           |          |                                       |                     |
| 2003/04         | Plzeňský krajský přebor         | 4. úroveň | 3. místo |                                       |                     |
| 2004/05         | Plzeňský krajský přebor         | 4. úroveň | 5. místo |                                       | Reorganizace        |
| 2005/06         | Plzeňský krajský přebor – sk. A | 4. úroveň | 2. místo | Finálová skupina (2. místo)           | Reorganizace        |
| 2006/07         | Plzeňský krajský přebor         | 4. úroveň | 2. místo |                                       |                     |
| 2007/08         | Plzeňský krajský přebor         | 4. úroveň | 5. místo |                                       |                     |
| 2008/09         | Plzeňský krajský přebor         | 4. úroveň | 4. místo |                                       | Změna názvu soutěže |
| 2009/10         | Plzeňská krajská liga           | 4. úroveň | 7. místo | Finále                                |                     |
| 2010/11         | Plzeňská krajská liga           | 4. úroveň | 2. místo |                                       |                     |
| 2011/12         | Plzeňská krajská liga           | 4. úroveň | 2. místo |                                       |                     |
| 2012/13         | Plzeňská krajská liga           | 4. úroveň | 2. místo | Finále                                |                     |
| 2013/14         | Plzeňská krajská liga           | 4. úroveň | 2. místo |                                       |                     |
| 2014/15         | Plzeňská krajská liga           | 4. úroveň | 5. místo | Semifinále                            |                     |
| 2015/16         | Plzeňská krajská liga           | 4. úroveň | 4. místo | Semifinále                            |                     |
| 2016/17         | Plzeňská krajská liga           | 4. úroveň | 3. místo | Finále                                |                     |
| 2017/18         | Plzeňská krajská liga           | 4. úroveň | 5. místo | Semifinále                            | Reorganizace        |
| 2018/19         | Západočeský krajský přebor      | 4. úroveň | 6. místo | Zápas o 5. místo, PL divize (výhra)   |                     |
| 2019/20         | Západočeský krajský přebor      | 4. úroveň |          |                                       |                     |